# Manuel Antonio Valarezo Luzuriaga
Manuel Antonio Valarezo Luzuriaga OFM (ur. 7 czerwca 1937 w Malvas-Zaruma) – ekwadorski duchowny rzymskokatolicki, w latach 1990-2008 prefekt i 2008-2013 wikariusz apostolski Galapagos.

## Życiorys
Święcenia kapłańskie przyjął 11 sierpnia 1962 w zakonie franciszkanów. Był m.in. prowincjałem oraz wizytatorem generalnym zakonu dla Wenezueli i Peru. Od 22 czerwca 1990 pełnił urząd prefekta apostolskiego  Galapagos. 2 kwietnia 1996 został mianowany biskupem tytularnym Quaestoriana. Sakrę biskupią otrzymał 23 czerwca 1996. 15 lipca 2008 został podniesiony do rangi wikariusza apostolskiego.
29 października 2013 przeszedł na emeryturę.